# Alain Escalle
Alain Escalle (Argelers, Rosselló 27 de maig de 1967) és un realitzador de cinema nord-català.

## Biografia
Director i artista multimèdia, Alain Escalle va estudiar Arts Aplicades a Nimes i després Cinema a Tolosa de Llenguadoc i Rennes. Director adjunt i story-boarder des de 1990 fins a 1993, el 1991 va descobrir l'univers emergent de la imatge digital, mentre treballava unes setmanes com a assistent infografista sobre els efectes visuals d'un curtmetratge de dansa M or Man, Music and Mozart del director anglès Peter Greenaway. L'univers artístic del director anglès serà decisiu en la seva futura aproximació a les professions digitals. Va completar molt ràpidament la realització de projectes de recerca personal, i un any més tard seguirà col·laboracions al Japó, o Alemanya, Anglaterra i Canadà, i després la demanda d'un anomenat French Touch.
En 1992 va rebre el premi Pixel INA a Mònaco per Mirage illimité amb Maurice Benayoun, i en 1994 el Premi Pixe INA Imagina pel curtmetratge D'après le naufrage. Després de visitar Japó durant set anys va realitzar el curtmetratge Le conte du monde flottant, visió poètica del Japó durant el bombardeig d'Hiroshima i que li va valdre el Gran Premi Imagina 2002 i que fos preseleccionat pels Premis Cèsar de 2003. El 2004 va organitzar l'espectacle en directe Rock de chambre de Jean-Philippe Goude, presentat a Rennes durant el Festival des Tombées de la Nuit au Théâtre de l'Air Libre, després al Teatre Nacional de Bretanya i al Cafè de la Dansa de París. Tambe´va fer l'anunci del perfum Miracle de Lancôme amb l'actiu Diane Kruger i en 2005 Manga maker, l'alchimiste du parfum pel nou perfum de Jean-Paul Gaultier, Gaultier Puissance2.
En 2006 va organitzar els concerts Avant que l'ombre... À Bercy de Mylène Farmer presentant-hi el llargmetratge Le conte du monde flottant davant més de 200.000 espectadors durant 13 dies. El 2009 tornaria a col·laborar amb la cantant en les seves gal·les a l'Stade de France i a Bèlgica a l'Estadi Rei Balduí i en la realització del clip C'est dans l'air difós el 15 d'abril de 2009 i en novembre de 2010 el clip de la cançó Leila sobre una música del grup Archive.
En 2013 va acabar la pel·lícula Le livre des morts, un migmetratge oníric i poètic sobre els fantasmes de la història humana i de la Shoah difós per la cadena Arte (febrer de 2013) i que va participar en la selecció oficial del Festival Internacional del Curtmetratge de Clermont-Ferrand 2013.
El 2008 va fundar Studio AE (Studio Alain Escalle) un lloc de creació, desenvolupament i recerca d'obres personals. A finals de 2015 va obrir una nova filial d'Studio AE al departament dels Pirineus Orientals. Alain Escalle se centra en un treball personal de curtmetratges que oscil·len entre narracions i experiments lliures. Desenvolupa una obra d'investigació visual, recorrent la història del món i la de les Arts. Igual que NTT Data, Dali's World al voltant del món de Salvador Dalí i més recentment el 2015 amb el seu Da Vinci Project al voltant del treball de Leonardo da Vinci i pintors del Renaixement.

## Filmografia
- 1992: Mirage illimité (habillatge, premi Imagina 1992)
- 1993: Le Radeau de la Méduse (instal·lació de vídeo, Palau de Tòquio)
- 1994: D'après le naufrage (curtmetratge)
- 1996: Éphémères (instal·lació de vídeo, Eslovènia)
- 1997: La Belgique, le pays où Icare s'est noyé (habillage, Arte)
- 1997: Icarus's Drownings (curtmetratge)
- 1997: NTT Data (publicitat japonesa)
- 1999: LVMH, De l'autre côté du miroir (imatge de marca)
- 2001: Le Conte du monde flottant (curtmetratge)
- 2001: Fontevraud, l'âme et la pierre (fresc numèric)
- 2001: L'Apocalypse selon saint Jean (NHK, Japó)
- 2002: L'Objet du désir… (curtmetratge)
- 2002: Dripping, Ground Zero (instal·lació de vídeo, Tokyo)
- 2002: Je serai flamme (instal·lació de vídeo, e-magiciens, Valenciennes)
- 2002: La Nature des choses (animació encadenada, Valenciennes)
- 2002: Regard numérique (compilació de les seves pel·lícules en 35 mm)
- 2002: Sur le seuil (realització de seqüències oníriques pel llargmetratge d'Éric Tessier)
- 2003: Rock de chambre (projeccions de concert)
- 2004: Miracle de Lancôme (publicitat internacional per Lancôme, amb Diane Kruger)
- 2005: Fantôme d'amour (instal·lació de vídeo, castell de Talcy)
- 2005: Manga maker, l'alchimiste du parfum (Gaultier Puissance 2)
- 2006: Avant que l'ombre... À Bercy (projeccions concert i primera part de l'espectacle de Mylène Farmer)
- 2006: Luminus, la légende de Klaas Obscura
- 2006: Moringa 3 Reason (vídeo musical)
- 2008: Ashes Factory (instal·lació pluridisciplinària)
- 2008: Ysa Ferrer, Imaginaire Tour 2008 (projeccions concert)
- 2008: Les Voyages d'Ibn Battuta et la route de la soie (5 pel·lícules d'alta resolució per l'espectacle global Freej Folklore a Dubai)
- 2009: Mylène Farmer: C'est dans l'air.[8]
- 2009: Mylène Farmer Tournée 2009 (concepció de les imatges)
- 2009: Ysa Ferrer, au Bataclan, 2009 (projeccions concert)
- 2009: Mylène Farmer "Tournée des stades" (concepció de les imatges)
- 2010: Mylène Farmer: Leila (vídeo musical)
- 2012: A Sleeping Beauty (curtmetratge)
- 2013: Le Livre des morts (migmetratge)
- 2015: Da Vinci Project (curtmetratge)
- 2016: Final Gathering (curtmetratge experimental / Art video)
- 2018: Le Livre des morts - Version 2018 (migmetratge)
- 2018: Etreintes (curtmetratge)

## Exposicions
- 1993: instal·lació de vídeo Le Radeau de la Méduse al Palau de Tòquio (Art 3000, Paris)
- 1996: instal·lació de vídeo Éphémères/Nocturanal Lives (Maribor, Eslovènia)
- 1996: instal·lació numèrica perenne L'Âme et la Pierre (abadia de Fontevraud, França)
- 2002: exposició fotogràfica i instal·lació de video, festival les e-magiciens (Théâtre Le Phénix, Valenciennes)
- 2003: exposició fotogràfica, festival del curtmetratge de Clermont-Ferrand
- 2003: exposició col·lectiva de story-boards (SCAM)
- 2003: exposició col·lectiva de story-board (expos SCAM represa al Museu d'Art Roger-Quilliot de Clermont-Ferrand)
- 2003: instal·lació de vídeo Le Radeau de la Méduse i Dripping, Ground Zero al Museu d'Art Roger-Quilliot de Clermont-Ferrand
- 2003: retrospectiva global (pel·lícules personals i comandes) a Budapest (KIBLA, Hongria)
- 2004: exposició fotogràfica al cinema Le Métropolis (Charleville-Mézières)
- 2007: Digital Tales, antologia de treball (Bozen, Itàlia)
- 2009: Ashes Factory, trajectòria pluridisciplinària d'exposició fotogràfica i d'instal·lació de vídeo
- 2014: Le livre fait son cinéma (exposició col·lectiva de l'1 de febrer al 8 de juny de 2014, Museu dels Manuscrits de Mont Saint-Michel "Le scriptorial", Avranches)